# جسر يونسي
جسر يونسي (بالفارسية: پل یونسی) هو جسر تاريخي يعود إلى عصر السلالة الصفوية، ويقع في مقاطعة بجستان.